# سيميل أوستا
سيميل أوستا (بالتركية: Cemil Usta)‏ هو لاعب كرة قدم تركي في مركز ظهير ‏، ولد في 1951 في طرابزون في تركيا، وتوفي في 15 مارس 2003 في طرابزون في تركيا بسبب نوبة قلبية. شارك مع منتخب تركيا لكرة القدم. أما مع النوادي، فقد لعب مع طرابزون سبور.

## وصلات خارجية
- سيميل أوستا على موقع اتحاد تركيا (لاعب) (الإنجليزية)
- سيميل أوستا على موقع قاعدة بيانات كرة القدم.إي يو (الإنجليزية)
- سيميل أوستا على موقع ناشيونال فوتبول تيمز (الإنجليزية)